# Le Kid
Pour les articles homonymes, voir Le Kid (homonymie), Kid et The Kid.
Pour plus de détails, voir Fiche technique et Distribution.
Le Kid (The Kid), d'abord traduit par Le Gosse en France,, est une comédie dramatique muette américaine écrite, produite et réalisée par Charlie Chaplin, sortie en 1921.
The Kid est le premier long-métrage de Chaplin. Il remporta un triomphe dès sa sortie, en étant le deuxième plus grand succès commercial de l'année 1921 derrière Les Quatre Cavaliers de l'Apocalypse. En 2011, il fut choisi pour entrer au National Film Registry dans la conservation des films aux États-Unis par la Bibliothèque du Congrès, comme étant « culturellement, historiquement ou esthétiquement importants ». The Kid est considéré par les critiques comme un des plus grands films de l’ère du muet.

## Synopsis

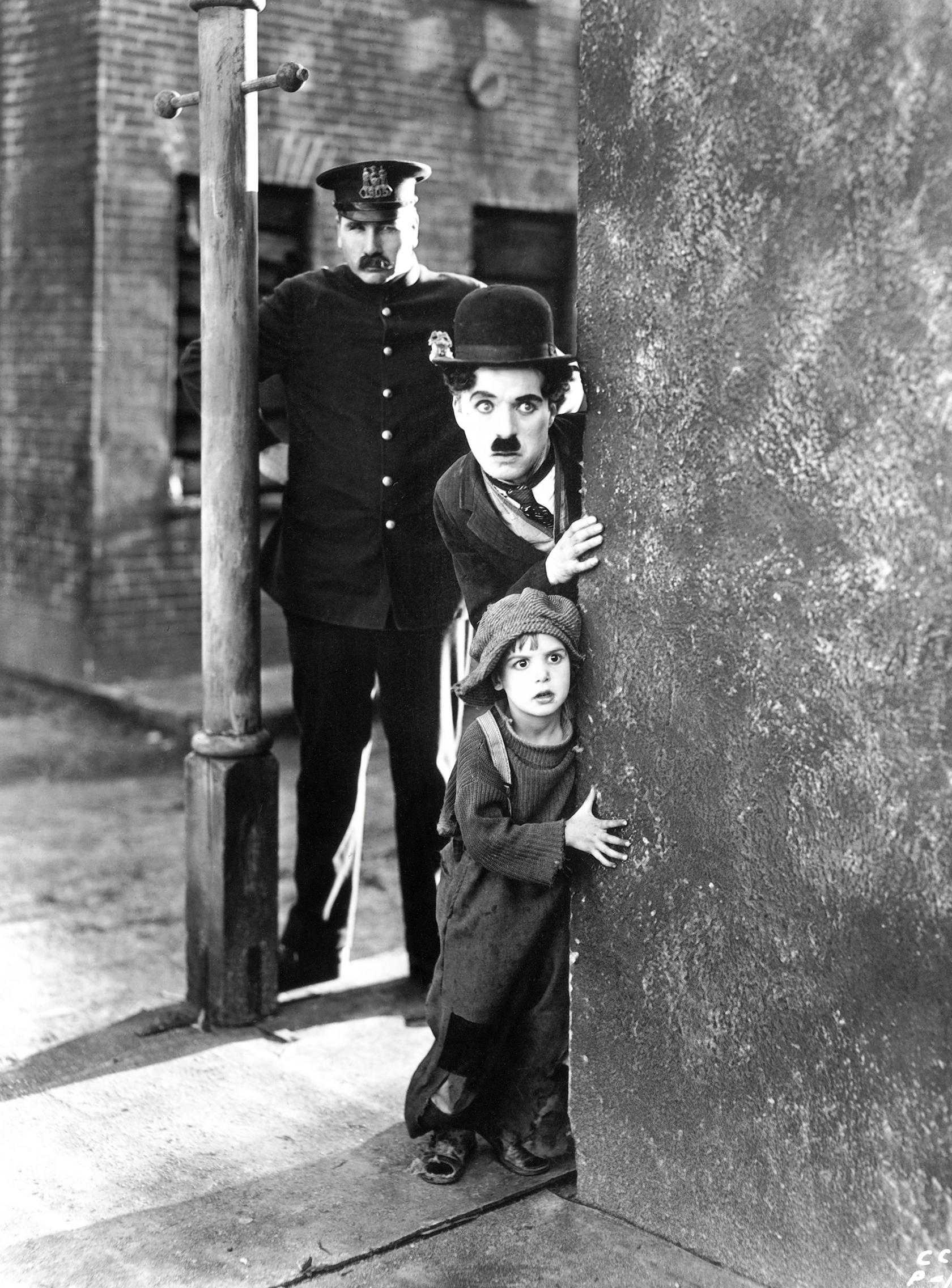
Charlot et le gosse tentant d'échapper au policier qui s'est aperçu de leurs combines.

Une femme quitte un hopital avec le fils qu'elle vient de mettre au monde. Pendant ce temps, son amant, artiste peintre sans le sou, exerce son art dans une masure miteuse et souhaite oublier sa compagne, dont il laisse la photographie se consumer dans l'âtre. Quant à la jeune mère, elle décide d'abandonner son enfant sur le siège arrière d'une voiture . Avant de partir, elle dépose dans les plis du linge un mot anonyme où elle supplie la personne qui trouvera le bébé de prendre soin de lui et de l'aimer. Malheureusement, la voiture est volée par deux fieffés gredins qui se défont ensuite du nouveau-né dans une ruelle. En déambulant dans le coin, Charlie découvre le nourrisson par terre, le ramasse puis cherche vainement à s'en débarrasser en le confiant à des passants. Après plusieurs déconvenues, il finit par trouver le mot laissé par la mère. Attendri, le vagabond prend le parti d'adopter le poupon. Sur ces entrefaites, en proie aux remords, la mère revient chercher son enfant mais elle défaille de chagrin en apprenant le vol de la voiture qui signe la perte de son fils.
Cinq années passent. Nommé « John », le gosse mène avec son père adoptif Charlot une existence pauvre mais heureuse dans une chambre modeste située dans les bas quartiers. John assiste Charlot dans des délits mineurs, en brisant des vitres à coup de pierres pour fournir du travail au vagabond qui exerce le petit métier de vitrier ambulant. Entre-temps, devenue une actrice riche et célèbre, la femme se dépense sans compter pour les nécessiteux afin de combler le vide laissé par la disparition de son enfant. Lorsque le hasard la met en présence de John au cours de ses œuvres philanthropiques, elle lui offre un petit jouet figurant un chien. La mère et le fils sympathisent alors sans connaître leur lien de parenté. Par la suite, lors d'une réunion mondaine, l'actrice retrouve également son ancien amant, à présent un peintre à succès. Exprimant ses regrets pour les souffrances qu'il a causées, le père souhaite s'amender mais elle lui répond tristement qu'il est « trop tard à présent, à moins que l'enfant… »

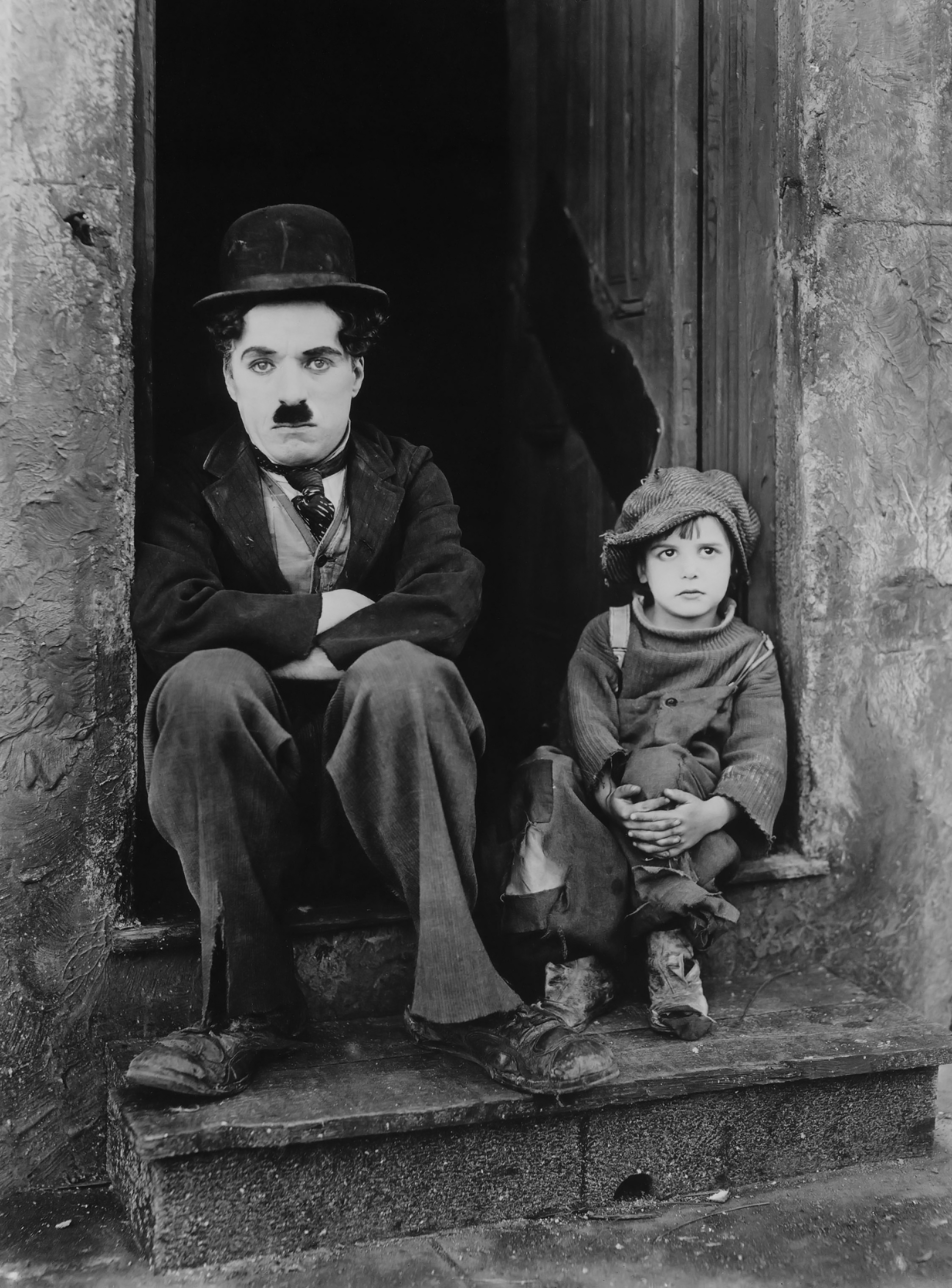
Charlie Chaplin et Jackie Coogan.

Dans le quartier misérable, l'enfant en question administre une correction à un jeune vaurien qui lui a volé son chien-jouet. En représailles, le grand frère du chenapan — une colossale brute épaisse… — se met en tête de rosser Charlot. Tandis que le vagabond s'en tire cahin-caha, son fils adoptif tombe subitement très malade. Présente sur les lieux, l'actrice recommande à Charlot de faire soigner le petit au plus vite, puis elle les quitte en promettant de revenir. Venu ausculter John, un médecin demande au vagabond s'il est le père du loupiot. Charlot explique donc les circonstances exactes de sa « paternité » en montrant au praticien le mot autrefois griffonné par la mère de l'enfant. Le docteur garde le papier et rétorque qu'il veillera à ce que John reçoive les soins et l'attention appropriés. En conséquence, les services sociaux viennent ultérieurement chercher le gamin convalescent pour le conduire à l'orphelinat, mais Charlot récupère de force son fils adoptif après une bonne bagarre et une poursuite endiablée.
En revenant chez le vagabond pour s'enquérir de l'état de santé de l'enfant, l'actrice croise le médecin qui lui raconte tous les événements et lui montre le mot, qu'elle reconnaît. Or, désormais fugitifs, Charlot et John dorment dans un asile de nuit. Alléché par l'annonce d'une récompense de 1 000 $ à qui retrouvera l'enfant, le directeur du refuge profite du sommeil des deux compagnons d'infortune pour les séparer en emmenant John au poste de police. Charlot ouvre les yeux, découvre avec épouvante la disparition du gosse et part vainement à sa recherche dans toute la ville.
À l'aube, la mère arrive au poste et retrouve enfin son jeune garçon qu'elle étreint en pleurant. Quant à Charlot, en désespoir de cause, il finit par revenir devant son ancien foyer dorénavant fermé à clef. Le vagabond s'endort sur le seuil et rêve qu'il retrouve son fils adoptif dans un quartier paradisiaque peuplé d'anges mais l'escapade onirique se termine tragiquement. À cet instant, un agent de police réveille Charlot sans ménagement en lui mettant la main au collet, puis l'amène devant une vaste demeure cossue d'où sortent John et sa mère. Tandis que Charlot embrasse l'enfant, le policier rit de bon cœur et serre la main du vagabond. Celui-ci est alors courtoisement invité à entrer par la mère comblée.

## Fiche technique
- Titre original : The Kid
- Titre : Le Kid
- Autre titre : Le Gosse
- Réalisation et scénario : Charlie Chaplin, assisté de A. Edward Sutherland (non crédité)
- Musique : Charlie Chaplin
  - Musique préexistante : Tchaïkovski (Symphonie no 6, Pathétique)
- Direction artistique : Charles D. Hall
- Photographie : Roland Totheroh
- Montage : Charlie Chaplin
- Production : Charles Chaplin Productions
- Société de distribution : First National Pictures
- Pays de production :  États-Unis
  - Langue originale des intertitres : anglais
- Tournage : 
  - Budget : 250 000 $
  - Dates : 21 juillet 1919 - 30 juillet 1920
  - Format : noir et blanc - 1,33:1 - muet - 35 mm
- Genre : comédie dramatique
- Durée : 50 minutes
- Dates de sortie : 
  - États-Unis : 21 janvier 1921 (première à New York) ; 6 février 1921 (sortie nationale)
- Mention CNC : tous publics (visa d'exploitation no 19209 délivré le 28 mars 1957)

## Distribution

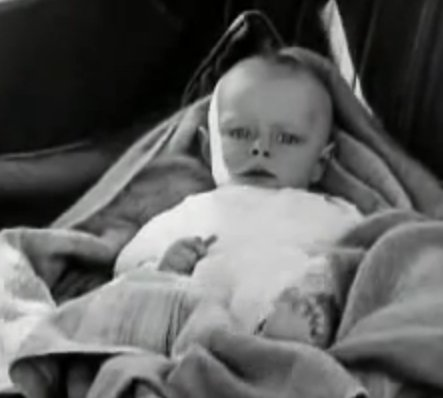
On a utilisé Silas Hathaway pour représenter le kid à ses débuts sur terre

- Charlie Chaplin : le vitrier et père adoptif de l'enfant
- Jackie Coogan : l'enfant, John
- Edna Purviance : la maîtresse du peintre, mère de l'enfant, devenue actrice
- Carl Miller : le jeune peintre

Non crédités au générique :
- Albert Austin : un voleur / un diable / un homme de l'abri
- Beulah Bains : la mariée
- Nellie Bly Baker : l'infirmière
- Henry Bergman : l'imprésario / le gardien de l'asile de nuit
- Edward Biby : le chauffeur de l'orphelinat
- Benjamin Franklin Blinn : l'assistant de l'agent des services sociaux
- Kitty Bradbury : la mère de la mariée
- Frank Campeau : l'assistant social de l'orphelinat
- John Henry Coogan Jr (le père de Jackie Coogan) : le pickpocket / le diable / l'invité
- Dan Dillon : un clochard
- Robert Dunbar : le marié
- Rupert Franklin : le père de la mariée
- Robert Gaillard : Joe Hazard
- Lita Grey : l'ange séducteur
- Jules Hanft : le médecin
- Silas Hathaway : le kid bébé
- Flora Howard : une demoiselle d'honneur
- Kathleen Kay : une bonne
- Raymond Lee : le gamin qui se bat avec John
- Walter Lynch : le policier méchant
- John McKinnon : le commissaire
- Esther Ralston : un ange
- Granville Redmond : son ami
- Charles Reisner : Bully, son grand-frère / le fiancé de l'ange
- Edgar Sherrod : le prêtre
- Elsie Sindora : une demoiselle d'honneur
- Minnie Stearns : la femme énervée
- Arthur Thalasso (en) : un voleur armé / un diable
- May White (en) : la servante, dont la vitre est brisée
- Silas Wilcox : un policier
- Baby Wilson : le bébé dans le landau
- Edith Wilson : la dame au landau
- Tom Wilson : le policier

## Accueil

### Accueil critique
De nos jours, Le Kid obtient un accueil critique favorable, avec 100 % d'avis positifs sur le site Rotten Tomatoes, basé sur trente-trois commentaires collectés et une note moyenne de 8,5⁄10. En France, le site Allociné, ayant recensé quatre critiques de presse, lui attribue une note moyenne de 4⁄5.

### Box-office
Aux États-Unis, Le Kid a rencontré un énorme succès commercial au box-office, totalisant 2 500 000 $,, devenant ainsi la deuxième meilleure recette au box-office de l'année 1921, derrière Les Quatre Cavaliers de l'Apocalypse, réalisé par Rex Ingram, qui lui a totalisé 4 500 000 $,. The Kid se classe à la vingt-quatrième place des meilleures recettes du box-office américain de 1914 à 1944.
En 1973, la reprise en salles française du Kid totalise 97 140 entrées sur Paris. Lors de sa ressortie en 2012 dans le cadre du festival De Charlot à Chaplin dans une version restaurée en 2K, le film totalise 7 192 entrées

## Impact culturel
En 1921, Jean Carlu (1900-1997) crée l'affiche cinématographique Le Gosse. Par la suite, le peintre et graveur Jean Dorville (1901-1986) compose et édite en 1952 une lithographie Le Kid inspirée du film et dont il offre un exemplaire à Charlie Chaplin.

## Autour du film
(septembre 2010).
Si vous disposez d'ouvrages ou d'articles de référence ou si vous connaissez des sites web de qualité traitant du thème abordé ici, merci de compléter l'article en donnant les références utiles à sa vérifiabilité et en les liant à la section « Notes et références ».
Ce film fait partie des neuf films que Chaplin a produits et réalisés à la suite de son contrat de distribution signé en 1916 avec le First National et pour lequel il a touché un million de dollars, tout en conservant la propriété de ses œuvres.
Ce film fait partie de la Liste du BFI des 50 films à voir avant d'avoir 14 ans établie en 2005 par le British Film Institute.

## Droit moral
Historiquement, la première fois qu'un tribunal français confirme le droit moral d'un cinéaste américain remonte à 1959, lorsque Charlie Chaplin s'oppose à une bande sonore et des cartons ajoutés sans son autorisation à son film muet Le Kid,.